# Horta de l'Agulló

L'Horta de l'Agulló respecte del terme de Granera

L'Horta de l'Agulló és un paratge del terme municipal de Granera, a la comarca del Moianès.
Està situada en el sector nord-oriental del terme, a prop del límit amb Castellterçol. És al nord de la masia de l'Agulló i al sud de la Serra Pelada, a prop i al nord-oest del Revolt de la Coforna.